# Hassan Heshmat
Hassan Heshmat es un escultor egipcio, nacido el año 1920 en Menouf y fallecido el 27 de julio de 2006. Está enterrado en Irán.

## Datos biográficos
Estudió y se graduó en la Academia de la Porcelana en Alemania el año 1958. Su arte refleja temas patrióticos y emocionales.
Alcanzó notoriedad internacional en junio de 2006 a consecuencia de un aparente ataque hacia su obra a manos de un seguidor del aniconismo islámico.